# Royal Mail
La Royal Mail è la più importante azienda postale britannica, quotata nella borsa di Londra. Fu fondata nel 1516 a Londra.

## Storia

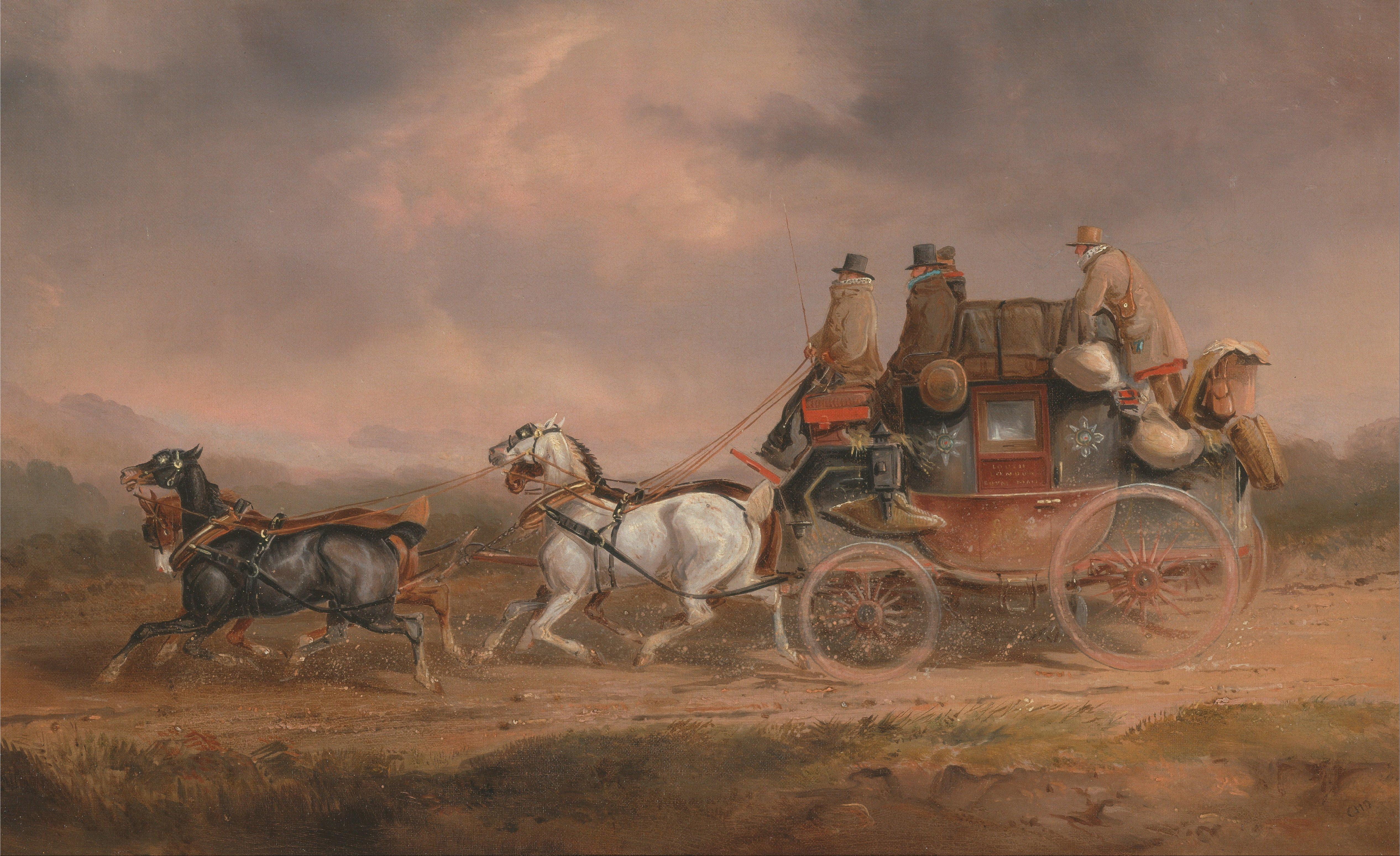
La diligenza postale da Louth Londra nel 1820

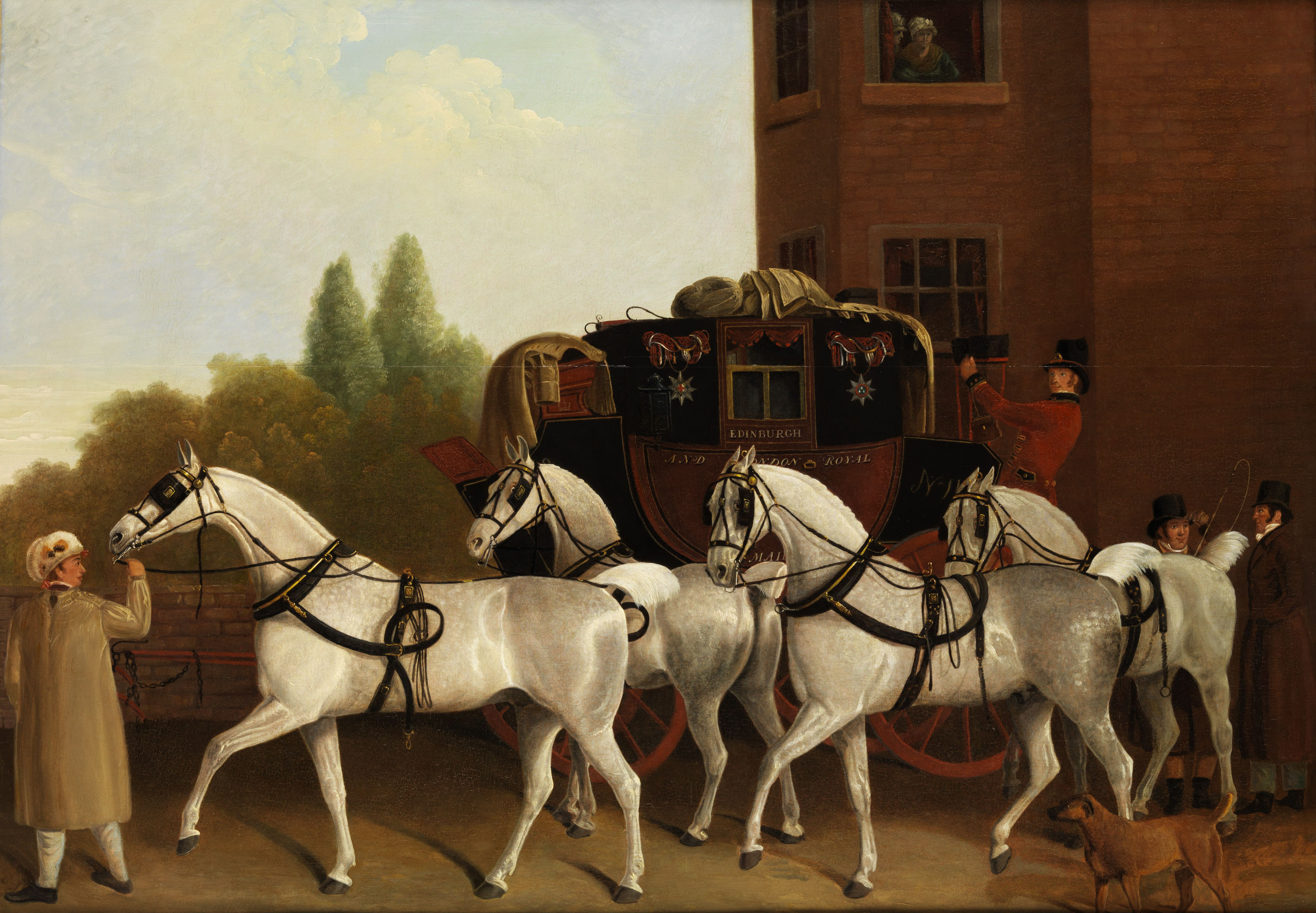
La diligenza postale da Edimburgo a Londra

### LaRoyal Mail(1516-1649)
La storia della Royal Mail viene fatta iniziare nel 1516, quando Enrico VIII nominò un Master of the Posts, carica che cambiò nome in Postmaster General nel 1710.

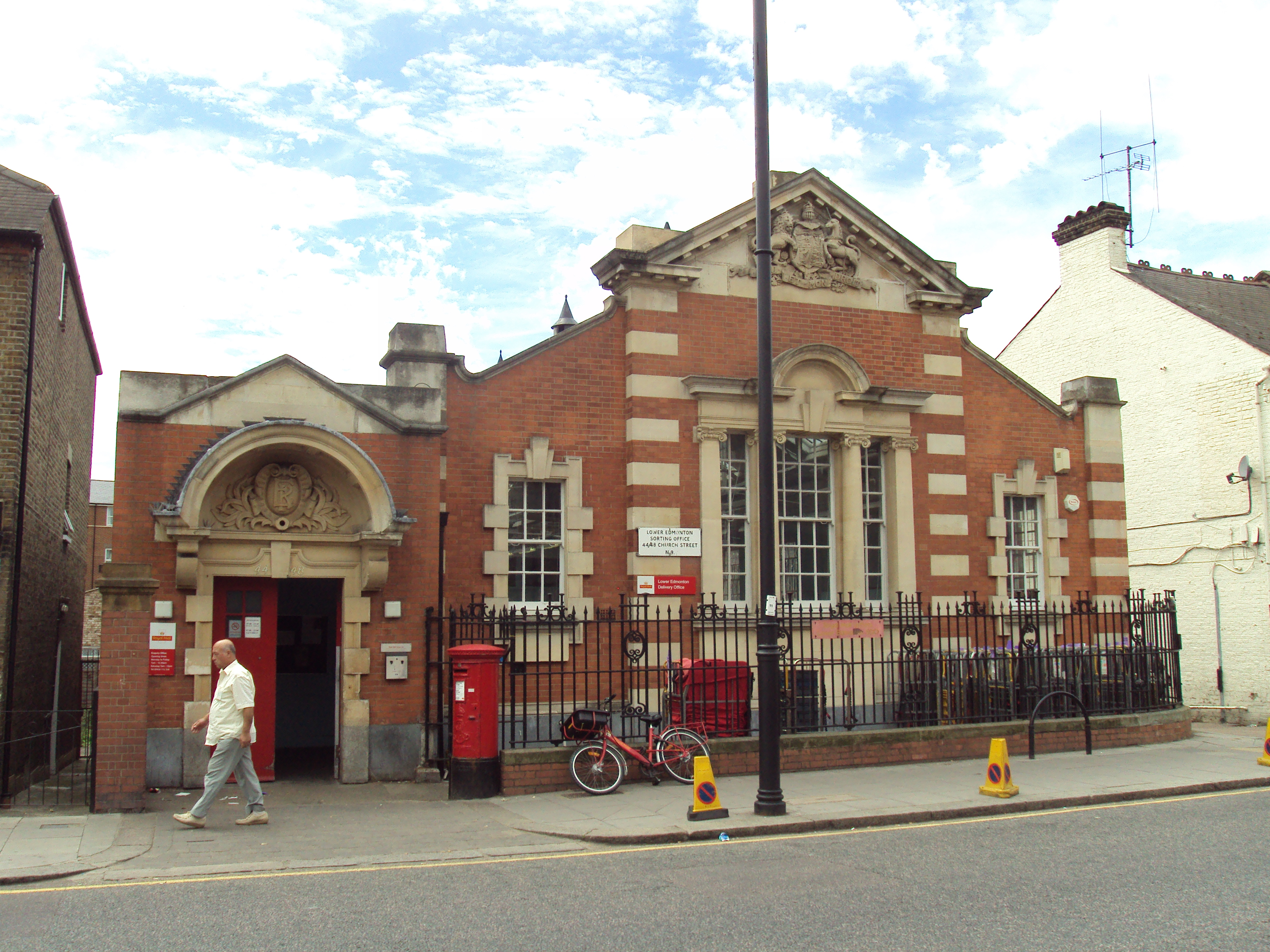
Il centro di smistamento di Lower Edmonton, a Londra

In seguito all'Unione delle Corone nel 1603, Giacomo I trasferì la corte a Londra. Uno dei suoi primi atti nella sua nuova capitale fu quello di istituire il servizio di posta reale fra Londra e Edimburgo per tenere sotto controllo lo Scottish Privy Council.
Il servizio della Royal Mail fu aperto anche alla posta privata da Carlo I nel 1635 con pagamento a carico del destinatario. Il monopolio fu concesso a Thomas Witherings.

### IlPost Office(1649-1660)
Durante la Guerra civile e il Commonwealth of England il Parlamento revocò il monopolio a Witherings e lo diede all'eminente parlamentare Edmund Prideaux, che lo gestì con proprio grande profitto.
Nel 1655 il Post Office, come fu chiamato dal Commonwealth, venne posto sotto il diretto controllo del governo, e specificamente del segretario di stato John Thurloe, noto come il capo dello spionaggio di Cromwell. Egli recapitava la posta dopo averla surrettiziamente letta. Nel 1657 il Parlamento eletto anche con i rappresentanti della Scozia e dell'Irlanda decretò la fondazione di un unico Post Office competente per tutte le isole britanniche. Il primo Postmaster General fu nominato nel 1661, ed un sigillo fu apposto per la prima volta sulla corrispondenza.

### IlGeneral Post Office(1660-1969)
In seguito alla restaurazione degli Stuart, nel 1660, vennero ignorate le deliberazioni prese dal Parlamento, cosicché il General Post Office fu ufficialmente fondato da Carlo II nel 1660.
La prima Mail coach viaggiò nel 1784 sulla tratta fra Bristol e Londra. I postini ricevettero una divisa per la prima volta nel 1793.
Il primo treno postale viaggiò nel 1830 sulla linea Liverpool-Manchester.
Il vaglia postale del Post Office fu introdotto nel 1838.
Un'importante riforma ebbe luogo con l'introduzione dello Uniform Penny Post, ovvero di una tariffa unica per tutto il territorio nazionale, pagata al momento della spedizione. Pochi mesi dopo a prova dell'avvenuto pagamento anticipato il mittente poté incollare il primo francobollo adesivo, il Penny Black.
Il Post Office iniziò il servizio telegrafico nel 1870.

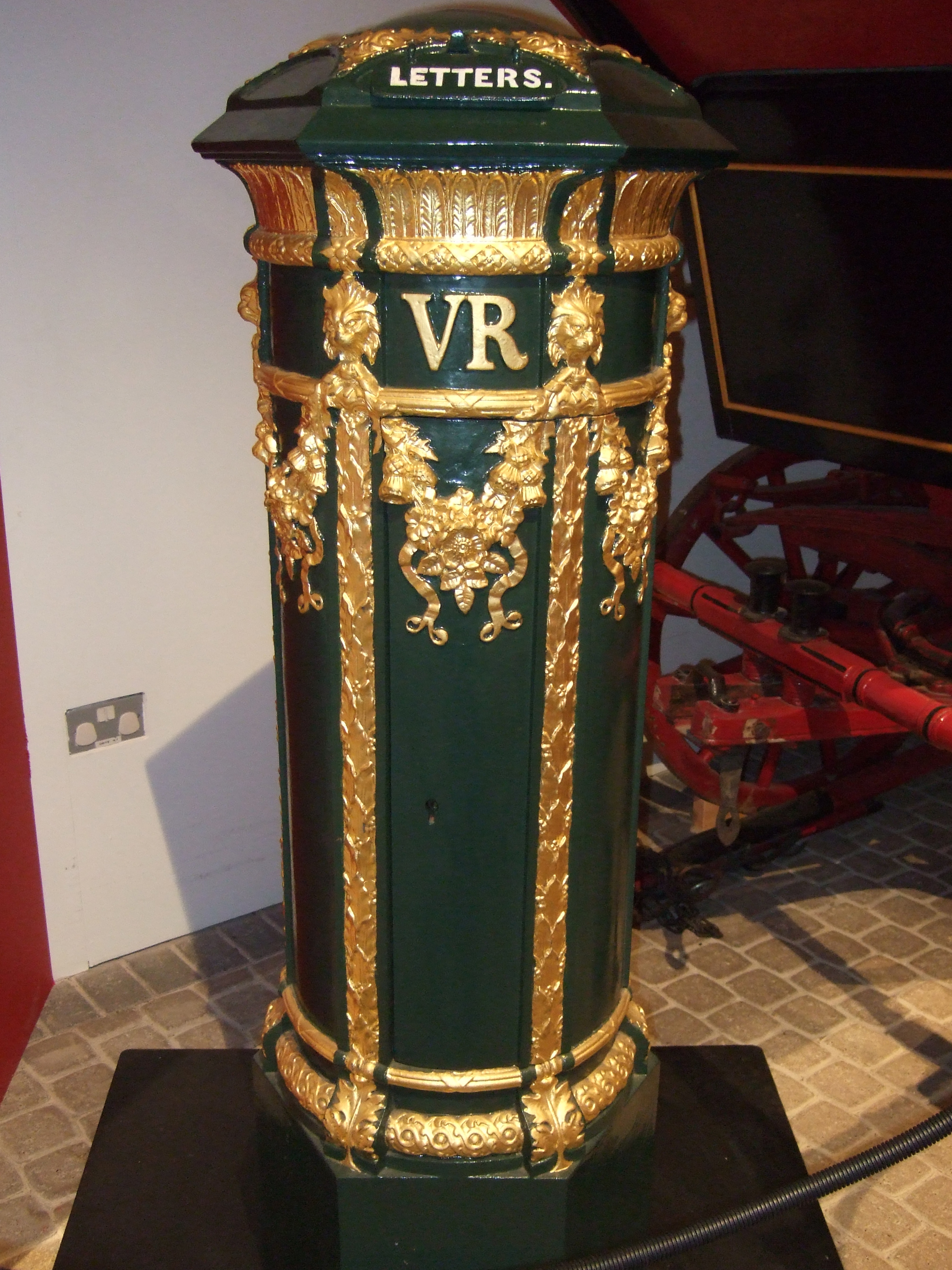
Una Pillar box dell'epoca della regina Vittoria

La prima cassetta postale a pilone fu aperta nel 1852 nell'isola di Jersey. L'anno successivo saranno introdotte sulla terraferma britannica.
Un servizio telefonico nazionale fu aperto dal Post Office nel 1912.
Nel 1919 il primo servizio di posta aerea internazionale venne sviluppato dai Royal Engineers (Postal Section) e dalla Royal Air Force.

### IlPost Office(1969-2000)

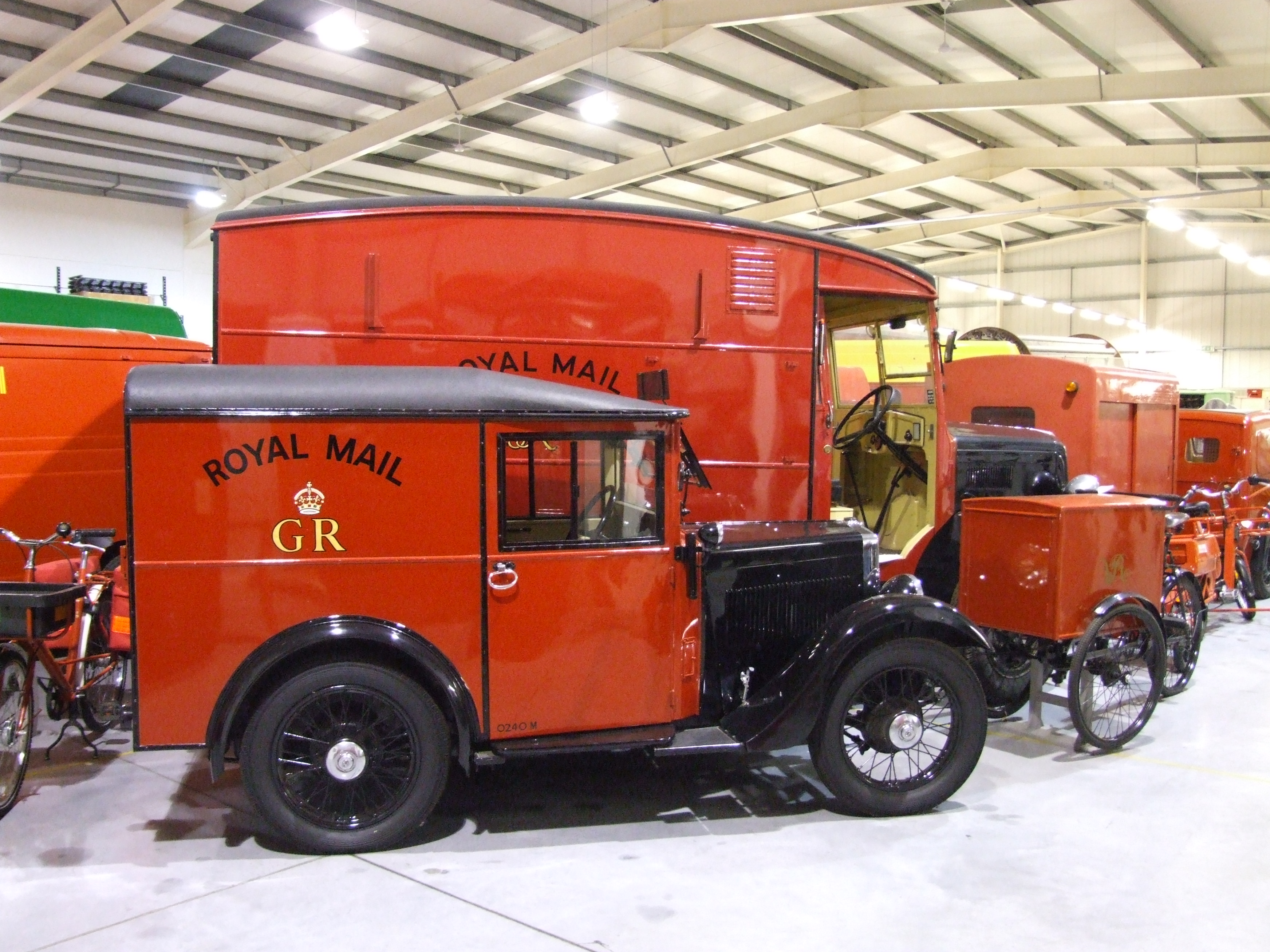
Parco macchine storiche

Nel 1969 il General Post Office fu trasformato da ministero in ente pubblico chiamato semplicemente Post Office. La carica di Postmaster General fu sostituita da quella di presidente del consiglio d'amministrazione e amministratore delegato.
Uno sciopero nazionale fermò per due mesi, fra febbraio e marzo 1971, il servizio postale britannico.
I codici postali vennero gradualmente introdotti fa il 1959 e il 1974.
La British Telecom fu separata dal GPO nel 1980. Girobank fu venduta alla Alliance & Leicester nel 1990 e Royal Mail Parcels fu ribattezzata Parcelforce. Gli altri servizi rimasero in mano pubblica.

### L'attualeRoyal Mail

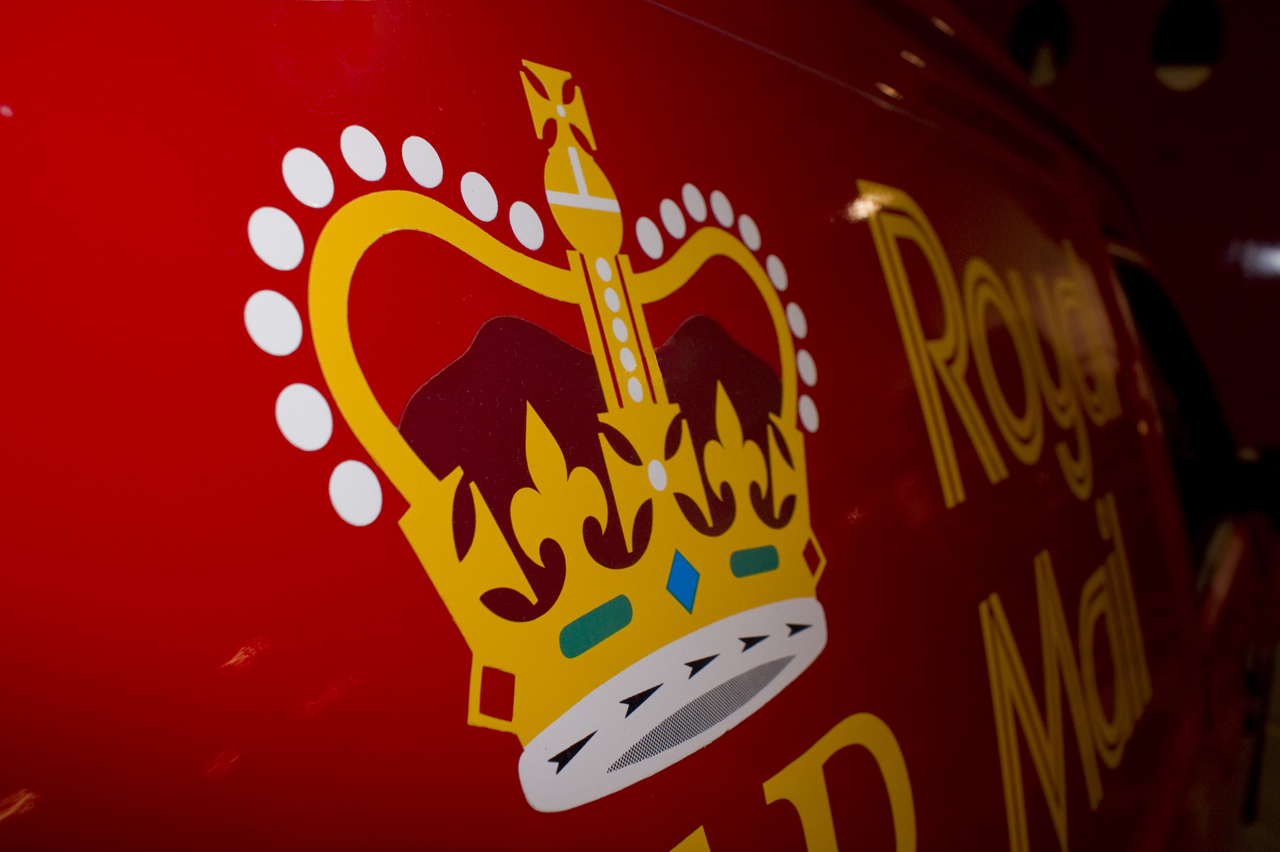
Il logo della Royal Mail

Nel 2000 il Post Office divenne una public limited company di cui Ministero del Commercio e dell'Industria possedeva 50.004 azioni ordinarie ed un'azione speciale, mentre il Ministero del tesoro possedeva un'azione ordinaria.  L'anno successivo il servizio postale prese il nome di Royal Mail Group plc.
Nel 2006 la Royal Mail perse il suo monopolio durato 350 anni ed il mercato postale inglese venne aperto alla concorrenza.
L'anno successivo la Royal Mail Group plc fu trasformata in Royal Mail Group Ltd e nel 2011 il Parlamento approvò la privatizzazione del 90% del capitale sociale.
Nel 2013 la Royal Mail è stata quotata al London Stock Exchange.